# Oblast Kirovohrad
De oblast Kirovohrad (Oekraïens: Кіровоградська область, Kirovohrads’ka oblast’) is een oblast in het midden van Oekraïne. De hoofdstad is Kropyvnytsky en de oblast heeft 920.128 inwoners (2021).
De grootste steden van de oblast zijn Kropyvnytsky (222.695 inwoners), Oleksandrija (77.303 inwoners), Znamjanka (21,221 inwoners), en Svitlovodsk (43.931 inwoners).